# Гібридний бондграф
Гібридний бондграф - графічний опис  динамічної системи з розривами, тобто гібридної динамічної системи. Як і звичайний бондграф, гібридний бондграф спирається на принцип збереження  енергії. Разом з тим, за рахунок миттєвих перемикань гібридний граф допускає опис стрибків енергії .